# Stuart Laidlaw
Stuart Ralston Laidlaw (Havelock (Canada), 2 maart 1877 - Vancouver, 22 november 1960) was een Canadees lacrossespeler. 
Met de Canadese ploeg won Laidlaw de olympische gouden medaille in 1904.

## Resultaten
- 1904  Olympische Zomerspelen in Saint Louis